# Jelena Kotulska
Jelena Władimirowna Kotulska, z domu Kofanowa (ros.: Елена Владимировна Котульская, Elena Vladimirovna Kotulskaya; ur. 8 sierpnia 1988 w Moskwie) – rosyjska lekkoatletka specjalizująca się w biegu na 800 metrów.
Złota medalistka młodzieżowych mistrzostw Europy z 2009. W tym samym roku dotarła do półfinału mistrzostw świata w Berlinie. Wicemistrzyni uniwersjady z 2011. W 2012 zajęła 5. miejsce podczas halowych mistrzostw świata. Na początku 2013 sięgnęła po srebro halowych mistrzostw Europy w Göteborgu.
18 lutego 2011 w Moskwie sztafeta 4 × 800 metrów w składzie: Aleksandra Bułanowa, Jekatierina Martynowa, Jelena Kotulska i Anna Bałakszyna ustanowiła halowy rekord świata w tej konkurencji (8:06,24), który przetrwał do 3 lutego 2018.
Medalistka mistrzostw Rosji oraz reprezentantka kraju w meczach międzypaństwowych.
Rekordy życiowe w biegu na 800 metrów: stadion – 1:57,77 (3 lipca 2012, Czeboksary); hala – 1:59,63 (22 lutego 2012, Moskwa).

## Osiągnięcia
| Rok  | Impreza                        | Miejsce  | Lokata     | Wynik   |
| ---- | ------------------------------ | -------- | ---------- | ------- |
| 2007 | Mistrzostwa Europy juniorów    | Hengelo  | eliminacje | 2:05,92 |
| 2009 | Młodzieżowe mistrzostwa Europy | Kowno    | 1. miejsce | 1:58,94 |
| 2009 | Mistrzostwa świata             | Berlin   | półfinał   | 2:02,02 |
| 2011 | Uniwersjada                    | Shenzhen | 2. miejsce | 1:59,94 |
| 2010 | DécaNation                     | Annecy   | 1. miejsce | 2:00,50 |
| 2012 | Halowe mistrzostwa świata      | Stambuł  | 5. miejsce | 2:00,67 |
| 2013 | Halowe mistrzostwa Europy      | Göteborg | 2. miejsce | 2:00,98 |
| 2013 | Mistrzostwa świata             | Moskwa   | półfinał   | 2:01,75 |